# مارينا بوسينياني ريفي
مارينا بوسينياني ريفي (بالإنجليزية: Marina Busignani Reffi)‏ (من مواليد عام 1930 - والمُتوفاة عام2006) هي رسامة ونحاتة وسياسية من سان مارينو.

## حياتها
وُلدت مارينا ريفي في مدينة سان مارينو، ودرست الفن في أكاديمية الفنون الجميلة في بولونيا، حيث شمل مدرّسوها جورجيو موراندي، وفيرجيليو غيدي، ولوتشيانو مينجوزي. عملت مارينا من عام 1956 حتى عام 1989 في شركة السامرية لصناعة الخزف، وكانت من بين الفنانين الذين أسسوا رابطة الفنانين السامريين في عام 1976، وشغلت منصب رئيسها في عام 1978. عملت ريفي كمفوضة في بينالي، البندقية وكانت أول شركة تمثل بلدها الأصلي في الحدث. مثّلت ريفي سان مارينو في المعارض في أماكن أخرى خلال مسيرتها أيضًا. كما كانت ريفي ناشطة سياسية، وأصبحت أول امرأة تنضم للحزب الاشتراكي السامري. كانت ريفي أيضًا واحدة من النساء الثلاث الأوائل اللواتي انتُخبن في المجلس العام في عام 1974، جنبًا إلى جنب مع كلارا بوسكاغليا وفوستا مورغانتي. ورغم أنها رفضت شغل مقعدها في البرلمان، إلا أنها قررت التنازل عنه لزوجها، جيوردانو برونو ريفي، الذي كان مرشحًا في نفس القائمة. كانت ريفي بمثابة كبيرة البلدة في مدينة سان مارينو، وتُوفيت في مدينة ولادتها في عام 2006، [1] ودُفنت في مقبرة تشيسانوفا.
كانت ريفي نشطة في الدوائر الثقافية الإيطالية طوال حياتها، وكان من بين أصدقائها الفنان إميليو فيدوفا. يمكن رؤية نصبها المصنوع من الحجر في عام 1981 في لوتير مارينو كابيتشيوني في مدينة سان مارينو القديمة، حيث يتم عرضه كجزء من متحف الهواء الطلق. تشمل أعمالها أخرى في المدينة:
- تاريخ العلوم، المصنوع من الأسمنت (1963).[7]
- الشهادة غير المؤرخة 1، المصنوع من الحجر.[8]
- الشهادة ة غير المؤرخة 2، المصنوع من الحجر.[8]